# トニー・スコット (ジャズ・ミュージシャン)
トニー・スコット（Tony Scott、1921年6月17日 - 2007年3月28日）は、アメリカ合衆国出身のジャズ・クラリネット、バリトン・サックス奏者。
元来はビバップ指向であったが、数十年に亘る世界の民族音楽、とくにアジア的な文化やヨガ・禅・瞑想などへの強い関心から、これらをテーマにした作品も多く、ワールド・ミュージックあるいはニューエイジ・ミュージックの範疇に加えられることもある。

## 来歴
ニュージャージー州モリスタウンのシチリア系移民の家系に生まれる。12歳でメタル・クラリネットを始め、14歳には最初のバンドを組む。ピアノをマスターすると18歳でハーレムでのセッションでプレイした。3年間ジュリアード音楽院に通ったのち、ニューヨークのミントンズ・プレイハウスを演奏拠点とする。戦時下（第2次世界大戦）には、3年間陸軍バンドに所属した。
1943年にチャーリー・パーカーと出会い、新しいビバップ・スタイルのサックス演奏に大きな刺激を受け、彼自身もバップを演奏する数少ないクラリネット奏者の1人となった。パーカーとはしばしば共演したこともあり、のちに「偉大なミュージシャンというだけではなく、パーカーは世紀の巨人である」とも語り、また1957年のユーゴスラビアでのコンサートの際には『パーカーに捧げるブルース (Blues for Charlie Parker)』として即興演奏を行い、彼の名演のひとつとなっている 。
1950年のサラ・ボーンのアルバム『イン Hi-Fi』（マイルス・デイヴィスも参加）でのセッションは評価も高く、以降の10年程は、ビリー・ホリディ、ベン・ウェブスター、バディ・リッチなどと共演、またバンドリーダーとしてメンバーであるディジー・ガレスピーとともに、バップからクール・ジャズの時代を、独自のインプロヴィゼーションの手法を武器に広く活躍した。駆け出し中であったビル・エヴァンスのトリオ（b: スコット・ラファロ、ds: ポール・モチアン）をリズム・セクションに従え、カルテットとしてアルバム『サング・ヒーローズ』(1959年10月、サニーサイド) の録音も残している。
1950年代後期（1955年、1957年、1958年、1959年）には、ジャズ系音楽雑誌『ダウン・ビート』の批評家投票に選出され、同じクラリネット奏者であるバディ・デフランコよりも「クール」と評され、トップの座を競った。しかしながら、ビバップの出現以降、かつてジョージ・ルイス、ウディ・ハーマン、アーティ・ショウ、ベニー・グッドマン等々、ニューオーリンズの創成期からスウィング・ビッグバンドまで多数のリーダーを輩出してきたクラリネットという楽器も、ジャズの世界ではその影が薄れてしまい、トニー・スコットの認知度も低くなっていった。
1959年、それまで本拠地としていたニューヨークを離れ、のち演奏旅行で何度か訪れる以外には米本国での活動に見切りをつける。
1960年代には東南アジアを旅しヒンドゥー教や仏教の寺院などを訪ね歩く。また、5年ほどの日本滞在期間中（1959年 - 1965年）に和楽器（琴・尺八）とのコラボレーションを行ない、ヴァーヴ・レコードから『禅瞑想のための音楽 (Music for Zen Meditation)』（1964年）を発表する。いっぽうで、p:菅野邦彦、b:鈴木勲、ds:ジョージ大塚のトリオをバックに演奏活動もおこなった。日本滞在中は、アメリカ帰りのジャズ評論家で、富士銀行に勤めていた瀬川昌久宅に居候していた。この関係で瀬川昌治監督の『乾杯!ごきげん野郎』（1961年、ニュー東映東京）に出演し、「ナイト・フォールのブルース」を吹いている。
1960年には、米本国でのバディ・デフランコへの人気もさりながら、『ダウン・ビート』誌の投票では最優秀クラリネット奏者として日本での彼の業績が評価された。その後、1965年には、ニューポート・ジャズフェスティバルにおいて米国ミュージシャンとの演奏も行うが、「仏教と音楽」をテーマとして日本にこだわり続けた。1968年には、アルバム『Tony Scott』（『Homage To Lord Krishna』として再発あり）が発表され、以後ドイツ、アフリカ、南米などで演奏活動を行った。
1970年以降はイタリアに住み、フランコ・ダンドレア や ロマーノ・ムッソリーニ ら現地ミュージシャンたちと共演する。その後、エレクトロニカ系の音楽に興味を抱き、2002年には彼の『Hare Krishna』がキング・ブリット（King Britt）によりヴァーヴ・リミックスへの寄託作品としてリミックスされた。
2007年、前立腺癌との闘病の後、30年以上暮らしたローマの自宅にて85歳で死去。
2010年にはイタリアのディレクター、フランコ・マレスコ（Franco Maresco）によるトニー・スコットの活動についてのドキュメンタリー・フィルム『ovvero come l'Italia fece fuori il più grande clarinettista del jazz (I am Tony Scott. The Story of How Italy Got Rid of the Greatest Jazz Clarinetist)』が発表された。

## ディスコグラフィ

### リーダー・アルバム
- Both Sides of Tony Scott (1956年、RCA Victor)
- The Touch of Tony Scott (1956年、RCA Victor)
- The Complete Tony Scott (1957年、RCA Victor)
- 『トニー・スコットの肖像』 - The Modern Art of Jazz (1957年、Seeco)
- Free Blown Jazz (1957年、Carlton)
- My Kind of Jazz (1957年、Perfect Records)
- South Pacific Jazz (1958年、ABC-Paramount)
- Golden Moments (1959年、Muse Records)
- I'll Remember (1959年、Muse)
- 『サング・ヒーローズ』 - Sung Heroes (1959年、Sunnyside Records)
- 『ジプシー』 - Gypsy (1960年、Signature)
- Music for Zen Meditation (1964年、Verve Records)
- Djanger Bali (1967年、MPS Records) ※Tony Scott and the Indonesian All Stars名義
- Music for Yoga Meditation and Other Joys (1968年、Verve Records)
- Meditation (1977年、Polydor Records) ※フィーチャリング・ヤン・アッカーマン

### 参加アルバム
マックス・ローチ
- It's Christmas Again (1984年、Soul Note)